# Consiglio Sovrano del Sudan (2019)
Il Consiglio Sovrano del Sudan è stato l'organo collettivo civile-militare nato con la Dichiarazione Costituzionale dell'agosto 2019 che ha svolto la funzione di capo di Stato del Sudan, a partire dal 20 agosto 2019 e fino al colpo di Stato dell'ottobre 2021, quando è stato sciolto dal generale Abdel Fattah Abdelrahman Burhan e sostituito nel novembre 2021 con un nuovo Consiglio Sovrano.
Ai sensi dell'articolo 10.(b) della Dichiarazione Costituzionale, il Consiglio era composto da 5 civili scelti dalle Forze dell’alleanza per la Libertà e il Cambiamento (Forces of Freedom and Change alliance, FFC), 5 militari scelti dal Consiglio Militare di Transizione (TMC), e un civile scelto attraverso un accordo tra FFC e TMC. A capo del Consiglio Sovrano è stato dal 19 agosto 2019 al 25 ottobre 2021 un membro militare, Abdel Fattah Abdelrahman Burhan; in origine per i primi 21 mesi la carica doveva andare ad un militare e per i rimanenti 18 mesi la carica sarebbe dovuta andare ad un membro civile, ai sensi dell'articolo 10.(c).
Ai sensi dell'articolo 19 della Dichiarazione Costituzionale, tutti i membri del Consiglio Sovrano, insieme ai governatori dei distretti e degli Stati federati, sono ineleggibili nelle elezioni generali programmate dopo la fine del periodo di transizione.
Il 5 febbraio 2021 vennero nominati tramite decreto tre nuovi membri del Consiglio Sovrano:
- El Hadi Idris, leader del Sudan Revolutionary Front (alleanza di fazioni d'opposizione ad Omar al-Bashir) e del Sudan Liberation Movement-Transitional Council (una fazione del Movimento per la Liberazione del Sudan);
- Malik Agar, leader del SPLM-N (Agar) ovvero una delle due fazioni del Movimento di Liberazione del Popolo del Sudan-Nord;
- El Tahrir Abubakr Hajar, leader del Sudan Liberation Movement for Justice-Karbino, un'altra fazione del Movimento per la Liberazione del Sudan.[7]

A seguito del colpo di Stato del 25 ottobre 2021 il Consiglio Sovrano viene sciolto e sostituito l'11 novembre 2021 con un nuovo Consiglio Sovrano direttamente nominato dai militari.

## Membri
Di seguito gli 11 membri originali del Consiglio Sovrano e i tre membri nominati successivamente.
| Ritratto | Nome                                        | Mandato         | Mandato         |
| Ritratto | Nome                                        | Inizio          | Fine            |
| -------- | ------------------------------------------- | --------------- | --------------- |
|          | Abdel Fattah Abdelrahman Burhan(Presidente) | 20 agosto 2019  | 25 ottobre 2021 |
|          | Mohamed Hamdan Dagalo(Vicepresidente)       | 20 agosto 2019  | 25 ottobre 2021 |
|          | Yasser al-Atta                              | 20 agosto 2019  | 25 ottobre 2021 |
|          | Shams al-Din Khabbashi                      | 20 agosto 2019  | 25 ottobre 2021 |
|          | Ibrahim Jabir Karim                         | 20 agosto 2019  | 25 ottobre 2021 |
|          | Aisha Musa el-Said                          | 20 agosto 2019  | 25 ottobre 2021 |
|          | Siddiq Tawer                                | 20 agosto 2019  | 25 ottobre 2021 |
|          | Mohamed al-Faki Suleiman                    | 20 agosto 2019  | 25 ottobre 2021 |
|          | Hassan Mohamed Idris                        | 20 agosto 2019  | 25 ottobre 2021 |
|          | Mohammed Hassan al-Ta'ishi                  | 20 agosto 2019  | 25 ottobre 2021 |
|          | Raja Nicola                                 | 20 agosto 2019  | 25 ottobre 2021 |
|          | El Hadi Idris                               | 5 febbraio 2021 | 25 ottobre 2021 |
|          | Malik Agar                                  | 5 febbraio 2021 | 25 ottobre 2021 |
|          | El Tahrir Abubakr Hajar                     | 5 febbraio 2021 | 25 ottobre 2021 |

## Poteri
L'articolo 11.(a) indica 17 poteri politici detenuti dal Consiglio Sovrano, inclusi il potere di nomina del Primo ministro, conferma dei capi di determinati organismi statali, il diritto di dichiarare guerra o lo stato di emergenza, e la firma e la ratifica di accordi nazionali e trattati internazionali.